# El petit Nicolau (pel·lícula)

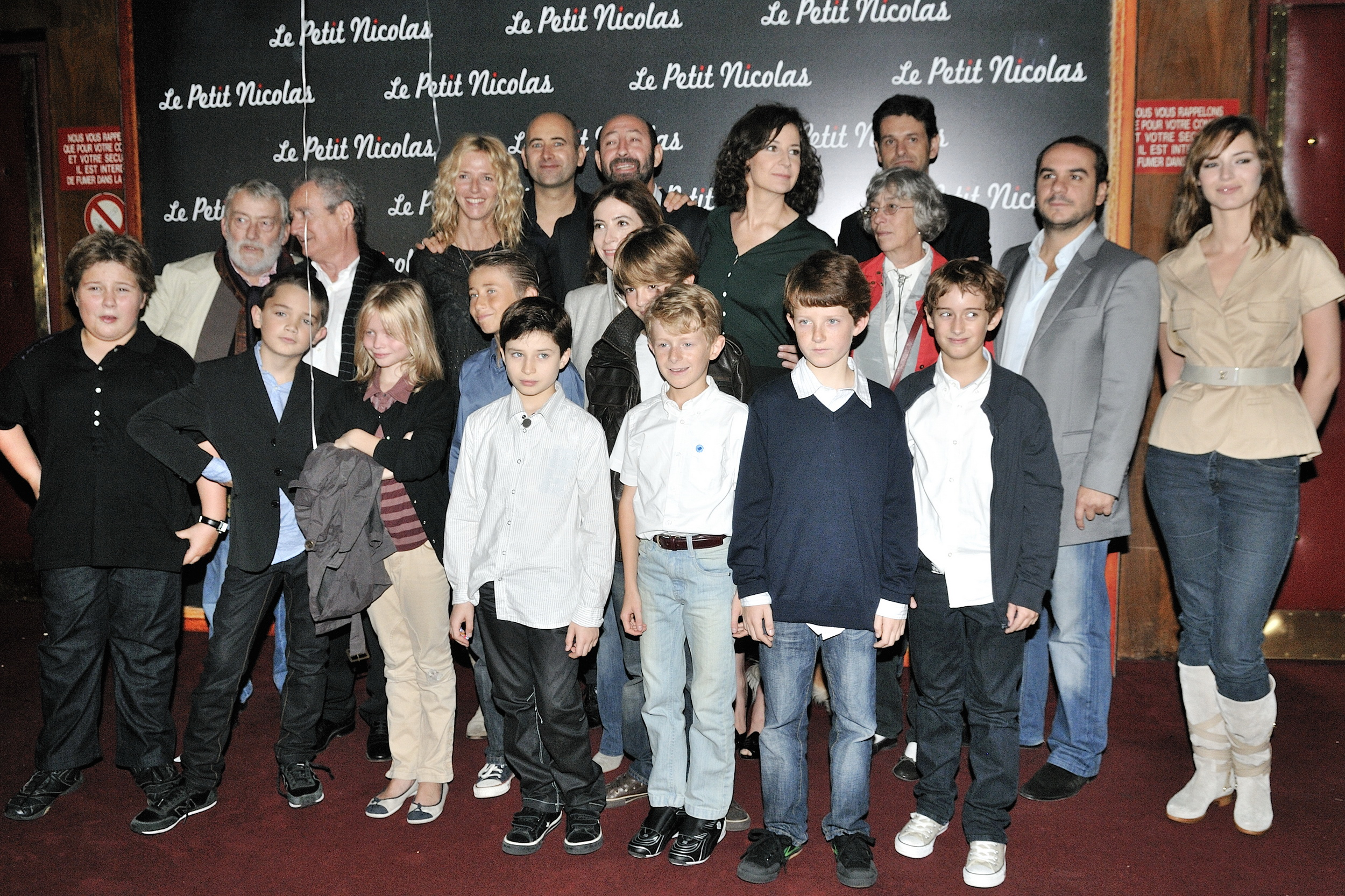
Repartiment i equip a l'estrena de la pel·lícula al Le Grand Rex de París, el 20 de setembre de 2009.

El petit Nicolau (títol original en francès, Le Petit Nicolas) és una pel·lícula de comèdia familiar francobelga del 2009 dirigida per Laurent Tirard, que va coescriure amb Grégoire Vigneron i Alain Chabat. Es basa en una sèrie de llibres infantils de René Goscinny i Jean-Jacques Sempé. La pel·lícula compta amb un repartiment encapçalat per Maxime Godart en el paper principal de Nicolau. La pel·lícula es va estrenar als cinemes de França el 30 de setembre de 2009 amb la distribució de Wild Bunch, Central Film i EOne Films. S'ha doblat al català.
La pel·lícula va rebre crítiques majoritàriament positives i va guanyar 100,8 milions de dòlars amb un pressupost de 22,7 milions de dòlars. Va guanyar el premi de la televisió francesa d'Ontario (TFO) a la millor pel·lícula juvenil al Cinéfranco l'any 2010 i també va rebre nominacions al premi César al millor guió adaptat, el premi del Cinema Europeu del Públic i al Gran Premi de Cinema del Brasil a la millor pel·lícula en llengua estrangera. El 9 de juliol de 2014 es va estrenar la seqüela Les Vacances du petit Nicolas.